# Hidenori Nodera
Hidenori Nodera (en japonès: 新城幸也, Shizuoka, 7 de juny de 1975) va ser un ciclista japonès, professional del 2001 al 2010. En el seu palmarès destaquen els Campionats nacionals en ruta del 2005 i 2008.

## Palmarès
- 2003
  - 1r a la Jelajah Malaysia
- 2005
  -  Campió dels Japó en ruta
- 2008
  -  Campió dels Japó en ruta

### Resultats al Giro d'Itàlia
- 2001. Abandona (13a etapa)
- 2002. 139è de la classificació general